# Ketelmuziek
Ketelmuziek is een vorm van lawaai maken. De term is afkomstig van het lawaai dat gemaakt werd voor de deur van een persoon wiens gedrag tot verontwaardiging leidde. Het lawaai werd gemaakt door trommelen op ketels en pannen, slaan met potdeksels, geschreeuw en getoeter. Het maken van ketelmuziek is in het Nederlandse Siddeburen een traditie, waar kinderen jaarlijks in september in een optocht ketelmuziek maken.

## Wetenswaardigheden
- Een verwant begrip is kakofonie
- Bij charivari werd ketelmuziek gebruikt.